# La Jard
La Jard est une commune du sud-ouest de la France, située dans le département de la Charente-Maritime (région Nouvelle-Aquitaine). Ses habitants sont appelés les La Jardais et les La Jardaises.

## Géographie

### Localisation et accès
La commune de La Jard se situe dans le centre-est du département de la Charente-Maritime, en région Nouvelle-Aquitaine, dans l'ancienne province de Saintonge. Appartenant au midi de la France — on parle plus précisément de « midi atlantique », au cœur de l'arc atlantique, elle peut être rattachée à deux grands ensembles géographiques, le Grand Ouest français et le Grand Sud-Ouest français.
La Jard est un petit village situé entre Saintes et Pons, à 10 km de chacune des deux villes, en Charente-Maritime, sur une colline sur le bord est de la D 137, ancienne route nationale 137 menant à Saint-André-de-Cubzac.

### Hameaux et lieux-dits
La commune s'étend depuis la route départementale jusqu'au lieu-dit Rabaine, où se trouvait jadis un moulin dont il reste quelques vestiges.
Les Breuils et Courcion sont des hameaux de Berneuil situés au nord de La Jard.

### Communes limitrophes
|          |         | Montils    |
| Berneuil | La Jard |            |
|          |         | Colombiers |

### Reliefs, hydrographie, utilisation du sol
L'altitude de la commune de La Jard est comprise entre 6 mètres (dans le nord-est de la commune) et 48 mètres (dans le sud). Le bourg lui-même est situé à 40 mètres d'altitude. De manière générale, les hauteurs de la commune se situent au sud-ouest de la commune (le long de la route D137, qui fait office de délimitation communale).
Les points les plus bas, quant à eux, se situent dans les bois et les prairies situés au nord-est, proches de la rive droite de la Seugne (qui délimite elle aussi la commune).
Le reste de la commune (exception faite des zones habitées, à savoir le bourg et une petite dizaine de hameaux) est consacré à la céréaliculture. D'ailleurs, il y a un silo au sud de la commune, entre la route D137 et l'ancienne voie romaine. Au total, 92 % du territoire communal a une vocation agricole.

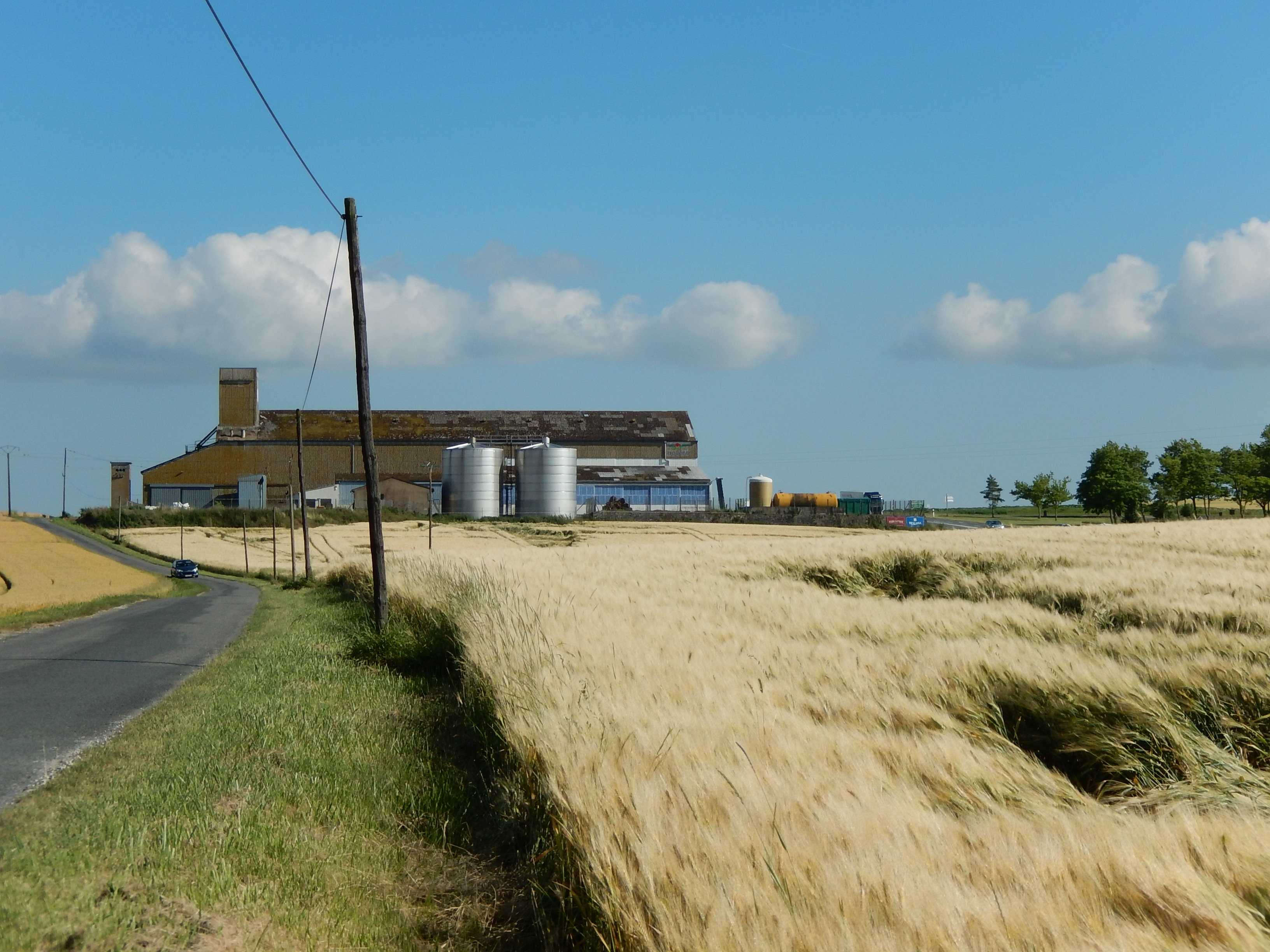
Le silo, au sud de La Jard.

## Urbanisme

### Typologie
Au 1er janvier 2024, La Jard est catégorisée commune rurale à habitat dispersé, selon la nouvelle grille communale de densité à 7 niveaux définie par l'Insee en 2022.
Elle est située hors unité urbaine. Par ailleurs la commune fait partie de l'aire d'attraction de Saintes, dont elle est une commune de la couronne,. Cette aire, qui regroupe 62 communes, est catégorisée dans les aires de 50 000 à moins de 200 000 habitants,.

### Occupation des sols
L'occupation des sols de la commune, telle qu'elle ressort de la base de données européenne d’occupation biophysique des sols Corine Land Cover (CLC), est marquée par l'importance des territoires agricoles (89,2 % en 2018), en diminution par rapport à 1990 (91,9 %). La répartition détaillée en 2018 est la suivante : 
terres arables (61,4 %), prairies (27,9 %), forêts (7,1 %), zones urbanisées (3,6 %). L'évolution de l’occupation des sols de la commune et de ses infrastructures peut être observée sur les différentes représentations cartographiques du territoire : la carte de Cassini (XVIIIe siècle), la carte d'état-major (1820-1866) et les cartes ou photos aériennes de l'IGN pour la période actuelle (1950 à aujourd'hui).

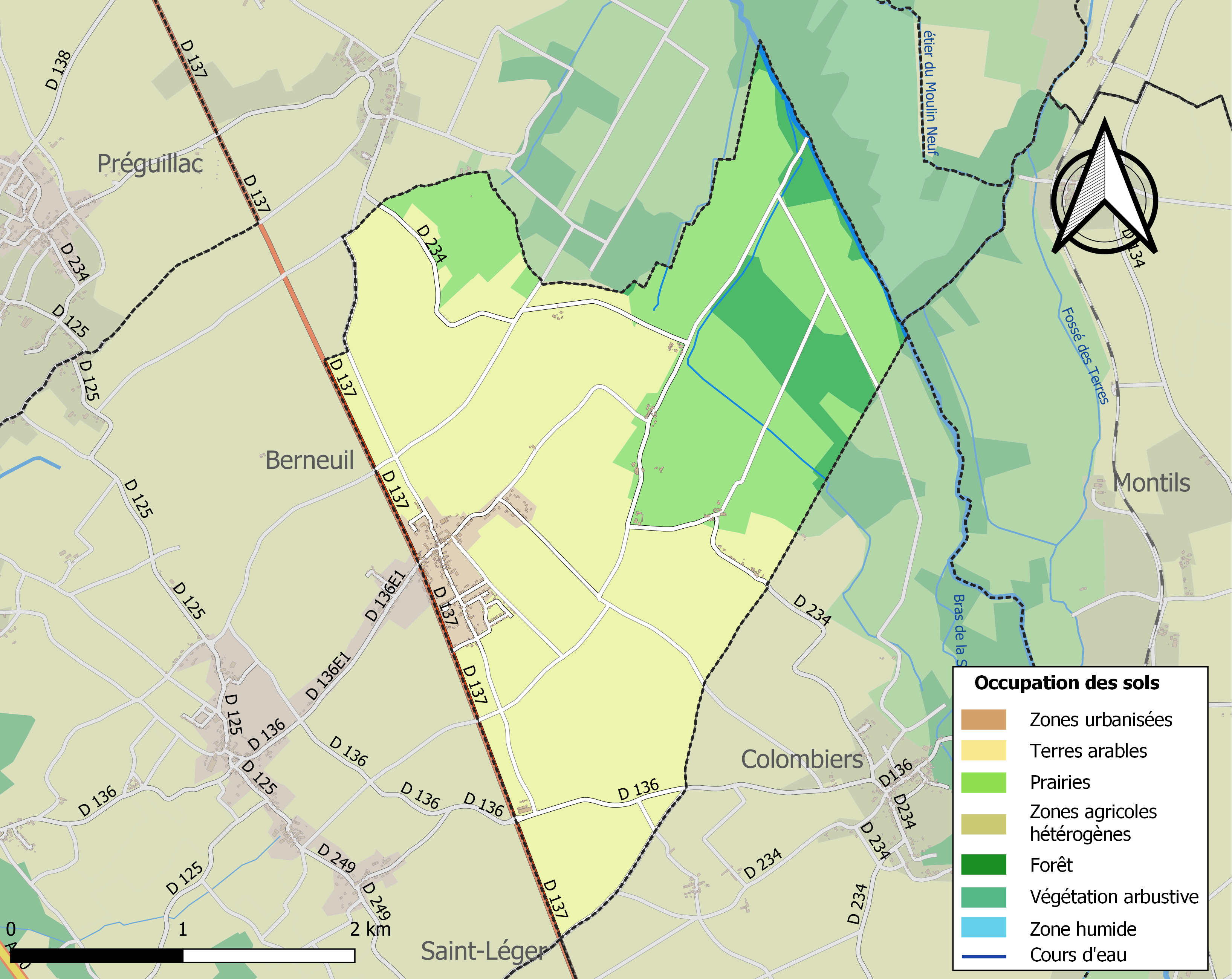
Carte des infrastructures et de l'occupation des sols de la commune en 2018 (CLC).

### Risques majeurs
Le territoire de la commune de La Jard est vulnérable à différents aléas naturels : météorologiques (tempête, orage, neige, grand froid, canicule ou sécheresse), inondations, mouvements de terrains et séisme (sismicité faible). Il est également exposé à un risque technologique,  le transport de matières dangereuses. Un site publié par le BRGM permet d'évaluer simplement et rapidement les risques d'un bien localisé soit par son adresse soit par le numéro de sa parcelle.

#### Risques naturels
Certaines parties du territoire communal sont susceptibles d’être affectées par le risque d’inondation par débordement de cours d'eau, notamment la Seugne. La commune a été reconnue en état de catastrophe naturelle au titre des dommages causés par les inondations et coulées de boue survenues en 1982, 1999 et 2010,.

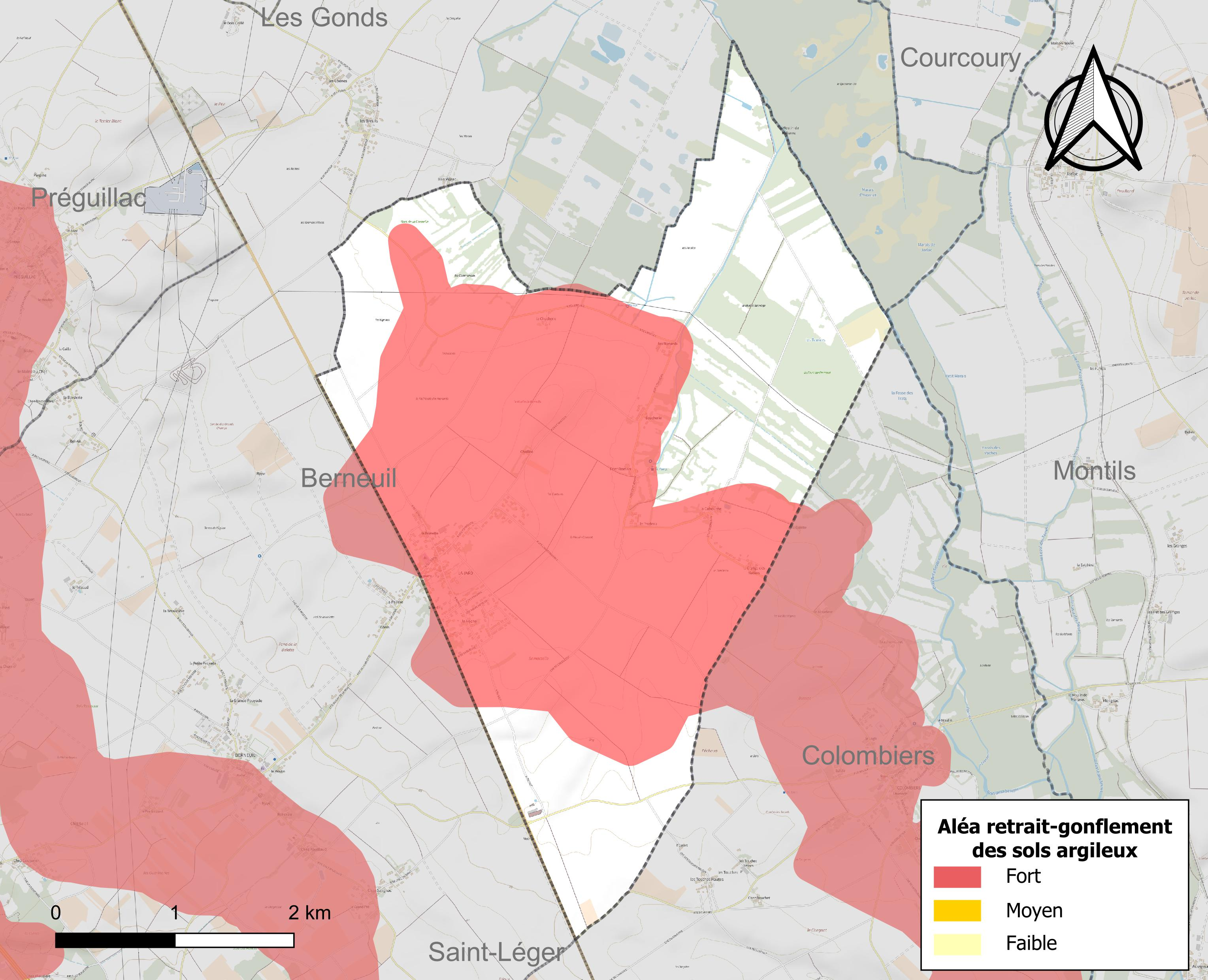
Carte des zones d'aléa retrait-gonflement des sols argileux de La Jard.

Les mouvements de terrains susceptibles de se produire sur la commune sont des tassements différentiels.
Le retrait-gonflement des sols argileux est susceptible d'engendrer des dommages importants aux bâtiments en cas d’alternance de périodes de sécheresse et de pluie. 55,8 % de la superficie communale est en aléa moyen ou fort (54,2 % au niveau départemental et 48,5 % au niveau national). Sur les 196 bâtiments dénombrés sur la commune en 2019,  196 sont en aléa moyen ou fort, soit 100 %, à comparer aux 57 % au niveau départemental et 54 % au niveau national. Une cartographie de l'exposition du territoire national au retrait gonflement des sols argileux est disponible sur le site du BRGM,.
Par ailleurs, afin de mieux appréhender le risque d’affaissement de terrain, l'inventaire national des cavités souterraines permet de localiser celles situées sur la commune.
Concernant les mouvements de terrains, la commune a été reconnue en état de catastrophe naturelle au titre des dommages causés par la sécheresse en 2003 et par des mouvements de terrain en 1999 et 2010.

#### Risques technologiques
Le risque de transport de matières dangereuses sur la commune est lié à sa traversée par une ou des infrastructures routières ou ferroviaires importantes ou la présence d'une canalisation de transport d'hydrocarbures. Un accident se produisant sur de telles infrastructures est susceptible d’avoir des effets graves sur les biens, les personnes ou l'environnement, selon la nature du matériau transporté. Des dispositions d’urbanisme peuvent être préconisées en conséquence.

## Toponymie
Le toponyme pourrait être apparenté au latin médiéval garrica, le masculin en ancien occitan est garric (« chêne kermès »), auquel correspond dans le domaine d'oil, jard ou jarrie (« chêne kermès »).
Cet ensemble serait dér. d'un type préroman carra- pour l'identification duquel les avis divergent :
1. selon certains, la base préromane est carra- (« pierre, caillou »), les sols pierreux donnant naissance à une végétation rabougrie et épineuse.
2. pour d'autres, la racine est karr- (« chêne ») d'où les dénominations de plantes épineuses, de landes.

## Histoire

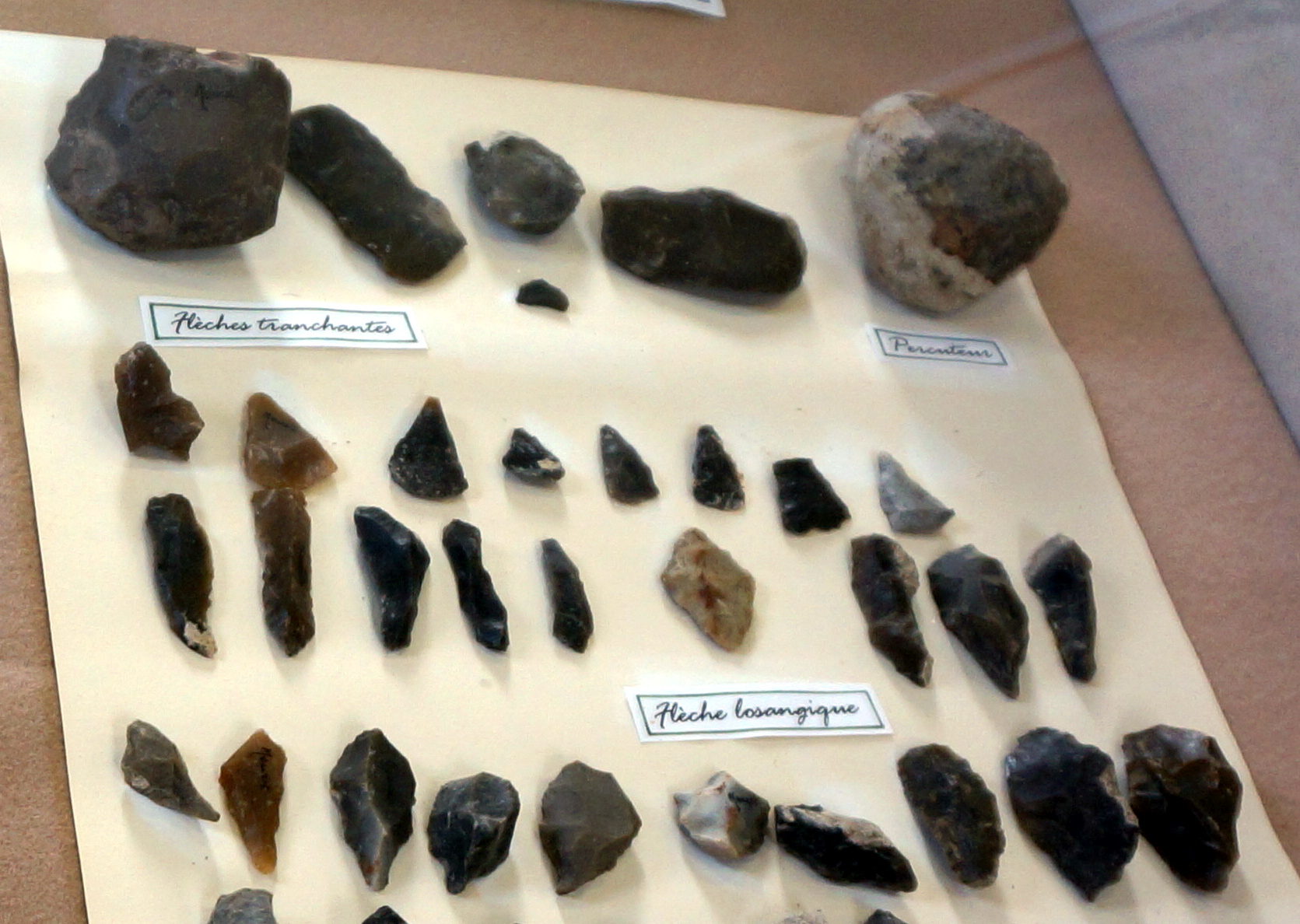
Outils préhistoriques du camp du Mourez, exposée au musée de Pons.

## Politique et administration

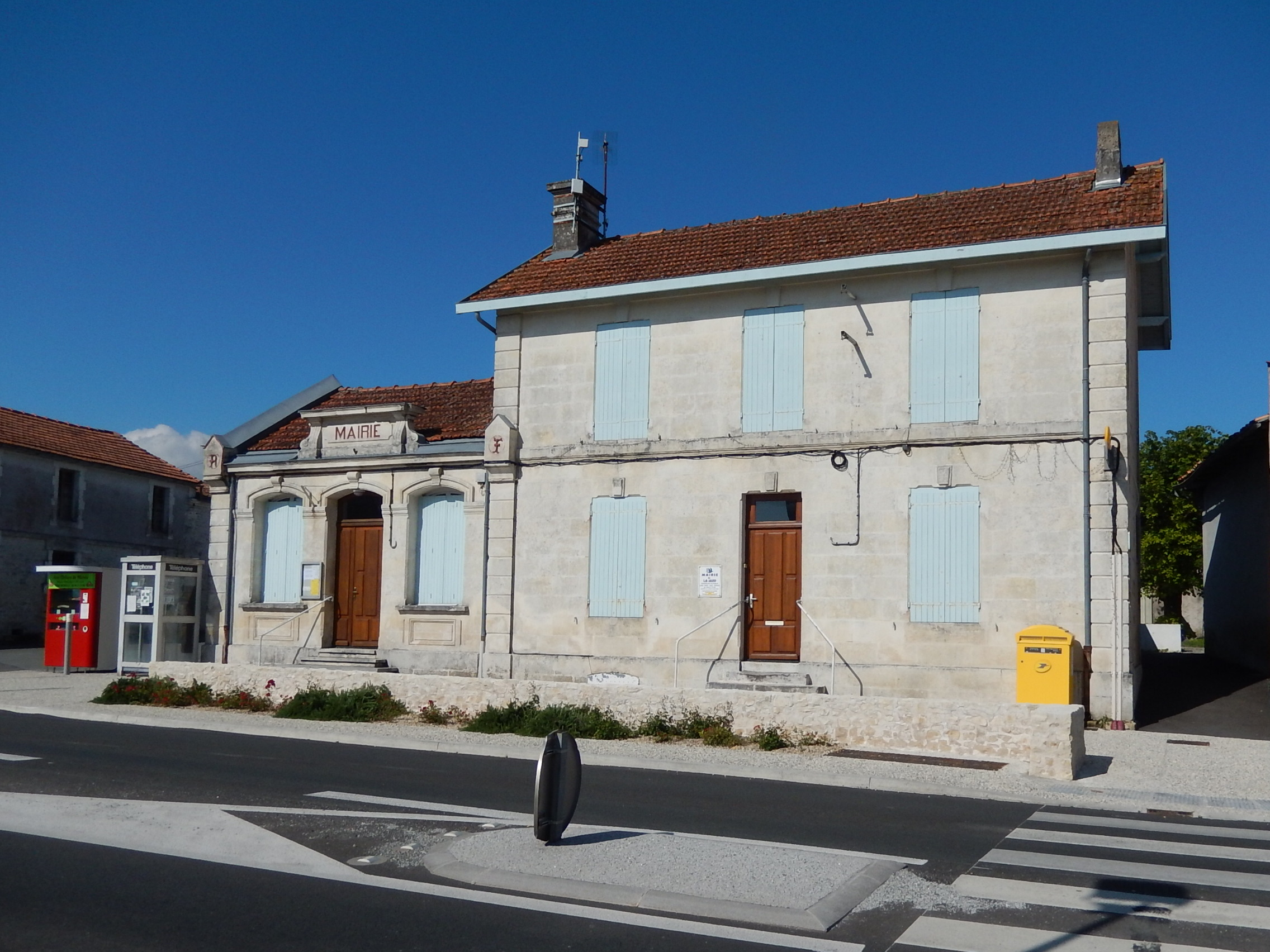
La mairie de La Jard, au bord de la route D137.

### Liste des maires
| Période                                  | Période  | Identité        | Étiquette | Qualité                   |
| ---------------------------------------- | -------- | --------------- | --------- | ------------------------- |
| avant 1981                               | ?        | Guy Georgeon    |           |                           |
| 2001                                     | 2014     | Bernard Grenon  |           | Comptable                 |
| 2014                                     | 2019     | Jacky Quéré     |           | Retraité                  |
| 2019                                     | En cours | Jérôme Gardelle |           | Responsable d'agence Rese |
| Les données manquantes sont à compléter. |          |                 |           |                           |

### Région
À la suite de la réforme administrative de 2014 ramenant le nombre de régions de France métropolitaine de 22 à 13, la commune appartient depuis le 1er janvier 2016 à la région Nouvelle-Aquitaine, dont la capitale est Bordeaux. De 1972 au 31 décembre 2015, elle a appartenu à la région Poitou-Charentes, dont le chef-lieu était Poitiers.

## Démographie

### Évolution démographique
L'évolution du nombre d'habitants est connue à travers les recensements de la population effectués dans la commune depuis 1793. Pour les communes de moins de 10 000 habitants, une enquête de recensement portant sur toute la population est réalisée tous les cinq ans, les populations de référence des années intermédiaires étant quant à elles estimées par interpolation ou extrapolation. Pour la commune, le premier recensement exhaustif entrant dans le cadre du nouveau dispositif a été réalisé en 2005.

En 2022, la commune comptait 427 habitants, en évolution de +2,64 % par rapport à 2016 (Charente-Maritime : +4,04 %, France hors Mayotte : +2,11 %).
| 1793 | 1800 | 1806 | 1821 | 1831 | 1836 | 1841 | 1846 | 1851 |
| ---- | ---- | ---- | ---- | ---- | ---- | ---- | ---- | ---- |
| 415  | 394  | 354  | 491  | 454  | 448  | 455  | 442  | 459  |

| 1856 | 1861 | 1866 | 1872 | 1876 | 1881 | 1886 | 1891 | 1896 |
| ---- | ---- | ---- | ---- | ---- | ---- | ---- | ---- | ---- |
| 428  | 416  | 405  | 360  | 371  | 379  | 367  | 318  | 299  |

| 1901 | 1906 | 1911 | 1921 | 1926 | 1931 | 1936 | 1946 | 1954 |
| ---- | ---- | ---- | ---- | ---- | ---- | ---- | ---- | ---- |
| 315  | 314  | 296  | 286  | 245  | 246  | 239  | 244  | 218  |

| 1962 | 1968 | 1975 | 1982 | 1990 | 1999 | 2005 | 2006 | 2010 |
| ---- | ---- | ---- | ---- | ---- | ---- | ---- | ---- | ---- |
| 223  | 237  | 207  | 198  | 259  | 275  | 293  | 295  | 327  |

| 2015 | 2020 | 2022 | - | - | - | - | - | - |
| ---- | ---- | ---- | - | - | - | - | - | - |
| 415  | 429  | 427  | - | - | - | - | - | - |

## Culture locale et patrimoine

### Lieux et monuments

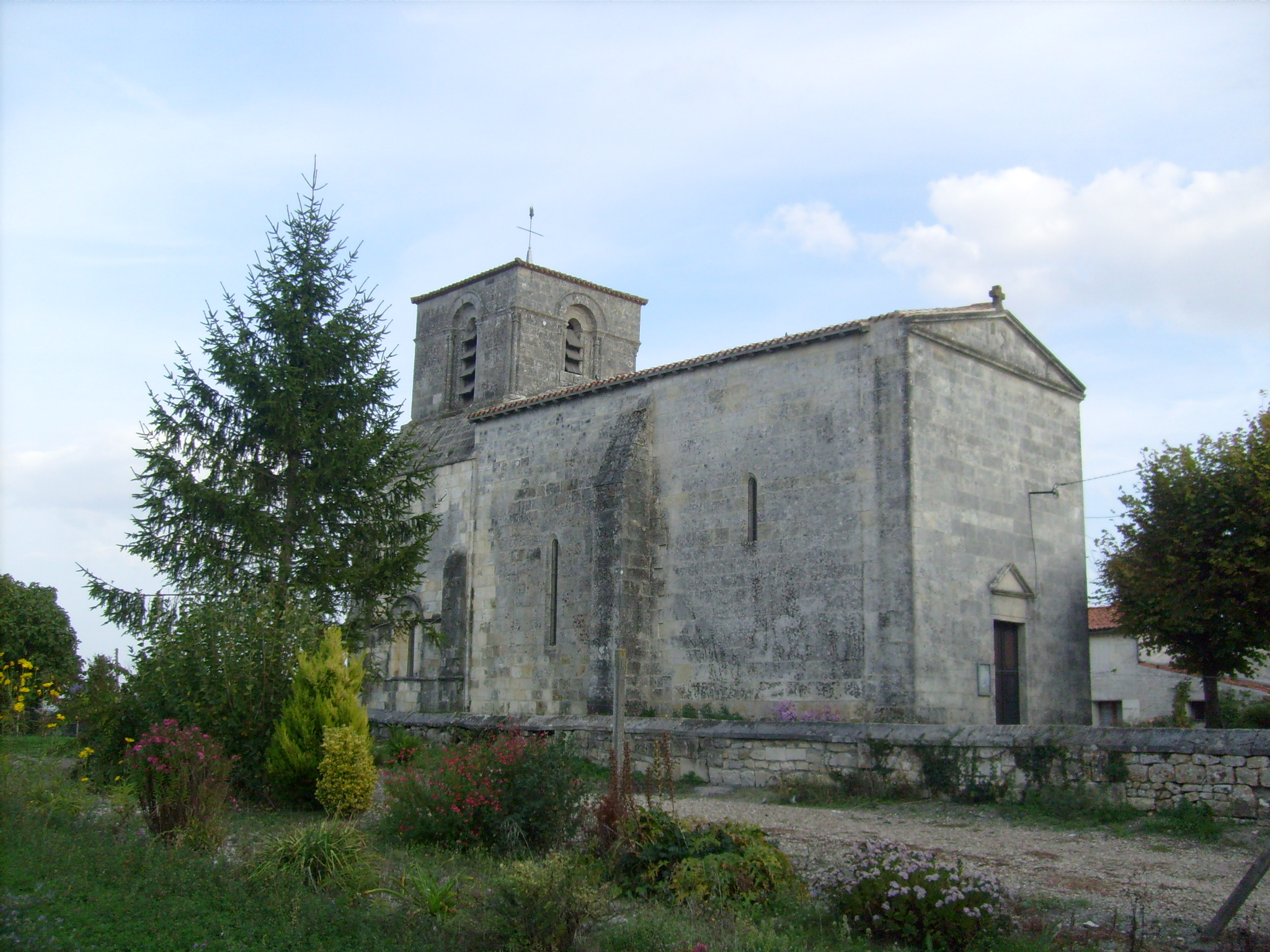
L'église Saint-Jacques.

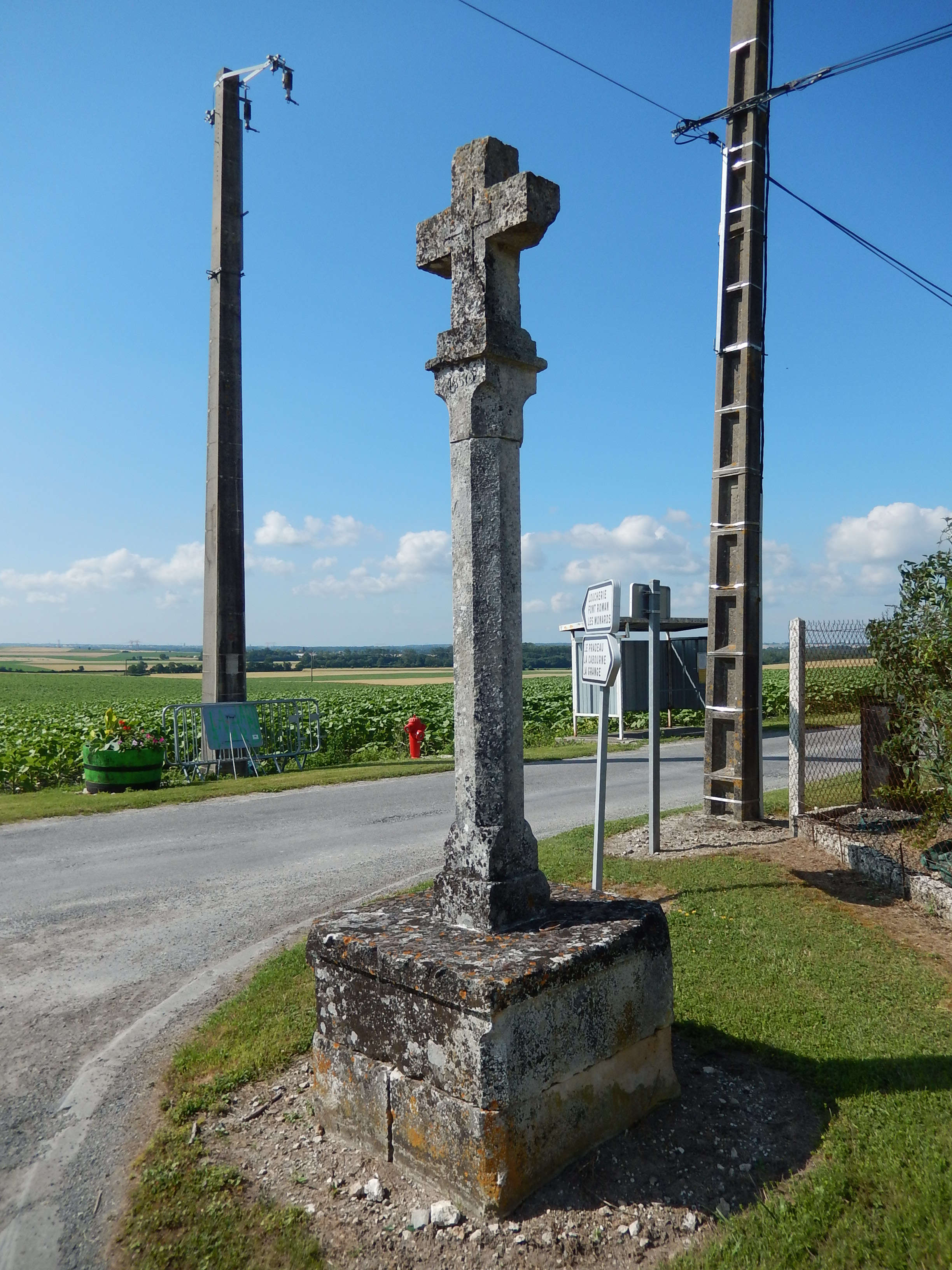
La croix.

- L'église Saint-Jacques de La Jard, romane, du XIIe siècle, et dont la cloche date du XVIIIe siècle. Elle a été récemment restaurée par la municipalité du maire Bernard Grenon. Ce projet avait été commencé le maire précédent, Guy Georgeon.
- Un moulin était également présent au lieu-dit Rabaine, dont il reste quelques vestiges. Ces vestiges sont constitués d'une petite habitation restaurée et quelques restes de poutre de bois encore visibles de part et d'autre de la Seugne.
- Un monastère aurait existé, dont une arche en guise de vestige est visible dans un champ du village.
- Site de présence néolithique et romaine, dont vestiges d'une voie romaine et d'habitat.
- Il existe également une ou des sources d'eau dans ses marais, au lieu-dit Font Roman.
- Une croix en pierre, au nord-est du village principal.

### Personnalités liées à la commune
- Eugéne Bisseuil, homme politique (La Jard 1833 - Asnières-sur-Seine 1920). Fonctionnaire des impôts à Saint-Pierre-d'Oléron, il en devient le conseiller général avant d'être élu député à Saintes (1881 à 1885), puis sénateur (1892 à 1903). Entre-temps, il réussit à obtenir la charge de trésorier-payeur général du département. Son action sera forte pour la création de la ligne de chemin de fer Saintes/Saint-Jean-d'Angély.